# Musaranya casolana
La musaranya casolana (Suncus murinus) és una espècie de musaranya del gènere Suncus. És una de les musaranyes més grosses i difoses.
Les musaranyes casolanes viuen al nord i est d'Àfrica, incloent-hi Madagascar, l'Orient Pròxim, l'Àsia meridional, Oriental i Sud-oriental, a Nova Guinea i a l'illa de Guam. És probable que hagin estat introduïts per la mà humana a certes regions del seu àmbit de distribució.